# SN 2007rm
SN 2007rm – supernowa typu Ia odkryta 4 listopada 2007 roku w galaktyce A022145+0051. W momencie odkrycia miała maksymalną jasność 22,70m.